# Hannah Simone
Hannah Simone (n. 3 de agosto de 1980) es un presentadora de televisión, actriz y ex modelo canadiense. Desde mayo de 2006 a noviembre de 2008 trabajó como videojockey de MuchMusic en Canadá, y desde 2011 interpreta el papel de Cecilia "Cece" Parekh en la serie de televisión New Girl.

## Biografía
Simone nació en Londres, de padre de origen indio y madre medio griega-chipriota y medio alemana-italiana. Simone pasó su infancia en Calgary (Alberta). Desde los 7 hasta los 10 años, Simone se movió a través de tres continentes, asistiendo a distintas escuelas en cada uno. A la edad de 13 años, Simone estuvo viviendo en Chipre, y trabajó como modelo. Apareció en la portada de una publicación local de moda, [cita requerida]. A los 16 años de edad, Simone vivió en Nueva Delhi y asistió a la escuela Embajada estadounidense y regresó a Canadá a los 17 años. Inicialmente se estableció en White Rock (Columbia Británica) y posteriormente se trasladó a Vancouver.
Mientras asistía a la Universidad de Columbia Británica, Simone recibió su licenciatura en Relaciones Internacionales y Ciencias Políticas. En 2004, mientras estudiaba en la Universidad Ryerson, recibió la licenciatura en Artes de Radio y Televisión. Durante dos años, trabajó buscando información para un libro de Lloyd Axworthy, anteriormente Ministro de Asuntos Exteriores del gabinete de Jean Chrétien. Después de esto, se trasladó al Reino Unido para ser voluntaria durante un corto tiempo con las Naciones Unidas. Durante sus estudios en Ryerson, fue locutora de radio en el campus CKLN-FM.

## Carrera
Después de su graduación en la Universidad Ryerson en 2005, Simone se convirtió en presentadora del programa de televisión de la HGTV Canadá Space for Living.
Simone trabajó en MuchMusic como videojockey en MuchMusic Headquarters, como presentadora de noticias de "Much News Weekly", y como presentadora del programa The New Music. Consiguió relacionarse bien con los jóvenes interesados en los artistas alternativos y entrevistó a muchos artistas y bandas durante su tiempo en MuchMusic. Simone dejó de trabajar en MuchMusic el 21 de noviembre de 2008, declarando que tenía planes de mudarse a Los Ángeles (California).[cita requerida]
Simone obtuvo un papel como presentadora en WCG Ultimate Gamer junto a Joel Gourdin para el canal Syfy. La serie se estrenó el 10 de marzo de 2009 y terminó después de su segunda temporada el 7 de octubre de 2010. Entre 2011 y 2018, Simone actuó como parte del elenco protagonista de la serie de comedia de la Fox New Girl, junto con Zooey Deschanel.